# ひびのおしえ
『ひびのおしえ』は福澤諭吉が子息一太郎と捨次郎の兄弟のために、一日毎に書き与えた教訓集。正式名称は『ひゞのをしへ』。

## 成立
福澤諭吉は半紙を四つ折にした帳面を作り、1871年（明治4年）10月14日から11月にかけて、毎日ひとつの教えを書いて、一太郎と捨次郎の兄弟に与えた。2人にはそれぞれ同じ教えを与えたが、一太郎に与えた教えには追加の補遺がある。

## 内容
以下、『福沢諭吉選集』〈第3巻〉（岩波書店）収録の「ひゞのをしへ」からの引用を含む。

### キリスト教の影響
慶應義塾大学名誉教授の小泉仰は、1871年（明治4年）10月27日のおしえにキリスト教の影響が見られると解釈して重視している。それは、1871年（明治4年）にはキリスト教の布教は解禁されておらず、1873年（明治6年）から解禁されたからである。
慶應義塾福澤研究センター顧問の桑原三郎は、福澤が「かみさま」という言葉を使わず、「ごつど」という言葉を使っていることに注目している。その理由として、「日本には八百万の神々が居た。だから、唯一絶対の、この世の造物者という意味でのゴッドを、日本の神様という言葉で表すわけにはいかなかった」と説明している。
「ひゞのをしへ 二へん」では「ごつど」という言葉の代わりに「てんとうさま」を使って説明している。

### モーセの十戒の影響
慶應義塾大学名誉教授の小泉仰は、「ひゞのをしへ 二へん」の「おさだめのおきて」に、プロテスタントの区別における、モーセの十戒の第一戒、第五戒、第六戒、第八戒、第九戒、第十戒にほぼ相当するものがあると解釈して重視している。

### 桃太郎盗人論
慶應義塾福澤研究センター顧問の桑原三郎は、『ひゞのをしへ』の中で、桃太郎が鬼が島へ宝を取りに行ったことが「けしからぬこと」であり、「もゝたろふは、ぬすびとゝもいふべき、わるものなり」とされていることを注目して、「桃太郎盗人論」と名づけて重視している。そして、福澤が桃太郎盗人論を述べた背景として、「ひゞのをしへ」は、言わば『学問のすゝめ』の幼年版とも見做すべきもの」であって、「一身の独立のためには、他人の独立も侵さないという考えが前提にあり、桃太郎盗人論になったのでありましょう」と説明している。
さらに、桑原三郎は、『福澤諭吉と桃太郎―明治の児童文化』（慶應義塾大学出版会）、1996年2月、ISBN 4-7664-0621-4 という本を著わしている。

## 特徴
『ひゞのをしへ』の特徴は、一般に公表する目的で書かれたのではなく、家庭内で読まれるために家訓として書かれたところにある。そのため、福澤の生前に出版された『福澤全集』（時事新報社）には収録されていない。慶應義塾編纂『福澤諭吉全集』（岩波書店）には第20巻に収録されている。
また、文章は、子供に分かるように、ほとんどひらがなを使って書かれていて、漢字は少しだけ使われている。もともとの文章には、句読点はなく、引用文の句読点は編集者がつけたものである。

## 書誌情報
- 石河幹明 編 編『続 福澤全集』 第7巻 諸文集、岩波書店、1934年7月5日、403-411頁。NDLJP:1078138/219。 - 『日々のをしへ』の全文が旧字旧仮名で収録されている。
- 『福澤諭吉全集』 第20巻（再版）、岩波書店、1971年5月13日（原著1963年6月5日）、67-77, 817-819頁。 - 『ひゞのをしへ』の全文が旧字旧仮名で収録されている。再版では817-819頁に追加がある。
- 『福沢諭吉選集』 第3巻、岩波書店、1980年12月18日、33-45頁。ISBN 4-00-100673-1。 - 『ひゞのをしへ』の全文が新字旧仮名で収録されている。
- 福澤諭吉『ひゞのをしへ 初編・二編』土橋俊一解説、財団法人 福澤旧邸保存会。 - 『ひゞのをしへ』を収録し解説を加えたパンフレット。現代的でない教訓は省略されている。

## 現代語訳
- 福沢諭吉『童蒙おしえ草 ひびのおしえ　現代語訳』岩崎弘 訳・解説、慶應義塾大学出版会、2006年1月。ISBN 978-4-7664-1203-1。
  - 福澤諭吉『童蒙おしえ草 ひびのおしえ　現代語訳』岩崎弘 訳・解説、KADOKAWA〈角川ソフィア文庫〉、2016年11月。ISBN 978-4-04-400163-6。 - 福沢 & 岩崎 (2006)の加筆。
- 福沢諭吉 著「日々のおしえ」、清水義範 編著 編『一日の終わりに50の名作一編』成美堂出版〈成美文庫〉、2008年10月。ISBN 978-4-415-40077-8。
- 福澤諭吉『［現代語抄訳］日々の教え・童蒙（どうもう）教え草　人としていかに生きるか』金谷俊一郎 訳、PHP研究所、2015年3月。ISBN 978-4-569-81840-5。